# Jeffery Bule
Jeffery Bule (15 novembre 1991) è un calciatore e giocatore di calcio a 5 salomonese.

## Carriera

### Club
Comincia a giocare al Koloale. Nel 2011 si trasferisce al Solomon Warriors. Nel 2014 viene acquistato dal Western United.

### Nazionale
Ha debuttato nella nazionale maggiore il 7 luglio 2011, nell'amichevole vinta per 2-1 contro Vanuatu (2-1). Ha messo a segno la sua prima rete il 30 agosto 2011, in Samoa Americane-Isole Salomone 0-4, in cui ha siglato la rete del momentaneo 0-2. Ha partecipato alla Coppa delle nazioni oceaniane 2012. Con la nazionale di calcio a 5 ha preso parte a tre Coppe del Mondo.